# Schefflera weberbaueri
Schefflera weberbaueri är en araliaväxtart som beskrevs av Hermann August Theodor Harms. Schefflera weberbaueri ingår i släktet Schefflera och familjen araliaväxter.
Artens utbredningsområde är Peru. Inga underarter finns listade.